# 藤澤希未
藤澤 希未（ふじさわ のぞみ、1988年8月31日 - ）は、日本のタレント・女優。東京都出身。

## 略歴
八百屋の娘として東京都に生まれる。

## 出演

### テレビ番組
- 告白（NHK）
- SmaSTATION!! Presents SMAP がんばりますっ!!（テレビ朝日）
- ビートたけしのTVタックル（テレビ朝日） - 再現VTR
- ディズニーチャンネル（CS） - ダンス出演
- ザ・カラオケトライアル（チバテレビ） - 栗田貫一と共に司会

### ラジオ
- ものまねナイトニッポン（ニッポン放送） - レギュラー

### CM
- NTT 「タウンページ」八百屋篇

### スチル広告
- Pretty Good hair&make イメージモデル（DM/リーフレット）

### 舞台
- 骨髄移植推進キャンペーンミュージカル「明日への扉」 - 奈緒役
- KENプロデュース「300年の絵画と鉄仮面の姫君」 - セシル役
- 私のホストちゃん THE FINAL 〜突撃!名古屋栄編〜（総合プロデュース：鈴木おさむ、作・演出：村上大樹） - 美紅役
- 昆虫戦士コンチュウジャー（紀伊國屋ホール、作・演出：モラル〔劇団犬と串〕） - 出演&振り付け（OP・ED）
- D-RactoR公演「コングラッチュ・ユー（再演）（2017年1月31日 - 2月5日、高田馬場ラビネスト）
- LIVEDOGプロデュース「鬼斬ZERO」（2017年11月22日 - 26日、新宿シアターサンモール）
- BuzzFestTheater 第6回公演「昏闇の色」（くらやみのいろ。2018年1月17日 - 23日、下北沢駅前劇場）
- 桜組プロデュース IN EASY MOTION Vol.32「誰そ彼 〜あなたの思いせつなくて〜」（2018年8月7日 - 12日、中野・テアトルBONBON）
- 桜組プロデュース IN EASY MOTION Vol.38「黄泉坂一丁目 〜よもつさかいっちょうめ〜」（2019年10月9日-14日、浅草九劇）
- ダンスミュージカル（2020年8月15日&16日、世田谷・烏山区民会館）

### ステージ
- 倉木麻衣 COUNTDOWN LIVE 2009（バックダンサーとして出演）
- サザンオールスターズ「真夏の大感謝祭」30周年記念LIVE 2008（バックダンサーとして出演）
- ものまねショー（六本木・ものまねエンターテイメントハウス STAR）

### WEB
- 小次郎講師の「雇用統計ナイトフィーバー」（2016年 - ）

## 書籍

### 写真集
- 24carat（ものまねエンターテイメントハウス STAR）

### 雑誌
- 月刊Hyakunichiso（臨時創刊号「成人式ヘアカタログ」）